# 장진영 (e스포츠인)
장진영(1995년 12월 7일 ~ )은 대한민국의 프로게임단 지도자이다.

## 지도자 생활
2016년, 아마추어팀인 스퀘어와 위너 게이밍의 코치로 활동했다.
2017년 1월, 아이 게이밍 스타의 코치로 부임했다.
2017년 5월, 팀 배틀코믹스의 코치로 부임했다.

## 지도자 이력
- 스퀘어 (2016년 1월 ~ 3월)
- 위너 게이밍 (2016년 5월 ~ 12월)
- 아이 게이밍 스타 (2017년 1월 ~ 5월)
- 팀 배틀코믹스 (2017년 5월 ~ 7월)